# Дементьєв Ігор Петрович
І́гор Петро́вич Деме́нтьєв (рос. Игорь Петрович Дементьев; 1925—1998) — російський історик. Доктор історичних наук. Професор.

## Біографічні відомості
1951 року закінчив історичний факультет Московського університету. 1955 року захистив кандидатську дисертацію.
1971 року захистив докторську дисертацію «Ідейна боротьба в США з питань експансії (на межі XIX—XX століть)».
Лауреат Ломоносовської премії (1975).
Працював у Московському університеті.

## Основні публікації
- Американская историография гражданской войны (1861—1865 гг.). — Москва: Издательство МГУ, 1963.
- Идейная борьба в США по вопросам экспансии (на рубеже XIX—XX вв.). — Москва: Издательство МГУ, 1973.
- U.S.A. Imperialists and Anty-Imperialists (The Great Foreing Polycy Debates at the turn of the Centure). — Moscow: Progress Publishers, 1979.